# Браун, Джеремайя
Джеремайя Браун (англ. Jeremiah Brown; род. 25 ноября 1985, Гамильтон, Онтарио) — канадский гребец, выступавший за сборную Канады по академической гребле в период 2011—2012 годов. Серебряный призёр летних Олимпийских игр в Лондоне, обладатель бронзовой медали чемпионата мира, победитель и призёр регат национального значения.

## Биография
Джеремайя Браун родился 25 ноября 1985 года в городе Гамильтон провинции Онтарио.
Играл на позиции нападающего в футбольной команде Университета Макмастера в Гамильтоне, но затем под впечатлением от победы канадских гребцов на Олимпийских играх 2008 года в Пекине решил переехать в Британскую Колумбию и заняться академической греблей. Начал с ознакомительной тренировочной программы из 1700 часов, позже проходил подготовку в гребном клубе в Виктории.
Впервые заявил о себе в гребле в 2010 году, выиграв серебряную медаль национального первенства в зачёте парных одиночек.
Первого серьёзного успеха на международном уровне добился в сезоне 2011 года, когда вошёл в основной состав канадской национальной сборной и побывал на чемпионате мира в Бледе, откуда привёз награду бронзового достоинства, выигранную в восьмёрках. Также в этом сезоне в той же дисциплине занял пятое место на этапе Кубка мира в Люцерне.
В 2012 году в восьмёрках взял бронзу на этапе Кубка мира в Люцерне и благодаря череде удачных выступлений удостоился права защищать честь страны на летних Олимпийских играх в Лондоне. В программе восьмёрок финишировал в решающем заезде вторым позади экипажа из Германии и тем самым завоевал серебряную олимпийскую медаль.
После лондонской Олимпиады Браун завершил карьеру в национальной сборной и больше не показывал сколько-нибудь значимых результатов в гребле на международной арене.
В марте 2018 года выпустил книгу воспоминаний «Четырёхлетний олимпиец: От первого гребка до олимпийской медали» (англ. The 4 Year Olympian: From First Stroke to Olympic Medallist). Как сказано в рецензии Toronto Star, книга «рассказывает историю о тяжёлых тренировках, по-настоящему тяжелых тренировках, о развитии ментальных и физических навыков, требующихся для достижения успеха».